# Liste der Biografien/Grib
Liste der Biografien |
Portal Biografien |
Personensuche
# |
A |
B |
C |
D |
E |
F |
G |
H |
I |
J |
K |
L |
M |
N |
O |
P |
Q |
R |
S |
T |
U |
V |
W |
X |
Y |
Z |
?
 
Ga |
Gb |
Gc |
Gd |
Ge |
Gf |
Gh |
Gi |
Gj |
Gk |
Gl |
Gm |
Gn |
Go |
Gp |
Gq |
Gr |
Gs |
Gu |
Gv |
Gw |
Gy |
Gz
 
Gra |
Grb–Grd |
Gre |
Grg |
Gri |
Grj |
Grk |
Grl |
Grm |
Gro |
Grs |
Gru |
Gry |
Grz
 
Gria |
Grib |
Gric |
Grid |
Grie |
Grif |
Grig |
Grij |
Grik |
Gril |
Grim |
Grin |
Grio |
Grip |
Gris |
Grit |
Griv |
Griw |
Grix |
Griz
Die Liste der Biografien führt alle Personen auf, die in der deutschsprachigen Wikipedia einen Artikel haben. Dieses ist eine Teilliste mit 35 Einträgen von Personen, deren Namen mit den Buchstaben „Grib“ beginnt.

## Grib

### Griba
- Gribaldi, Matteo († 1564), italienischer Jurist und evangelischer Antitrinitarier
- Gribaldy, Jean de (1922–1987), französischer Radrennfahrer und Sportlicher Leiter
- Gribanow, Michail Grigorjewitsch (1906–1987), russischer Politiker
- Gribanowski, Anastasius (1873–1965), russischer Bischof und Primas der Russischen Orthodoxen Kirche im Ausland
- Gribaudi, Maurizio (* 1951), italienischer Historiker und Hochschullehrer

### Gribb
- Gribben, Bill (1906–1969), schottischer Fußballspieler
- Gribben, Lewis (* 1999), britischer Schauspieler
- Gribbin, John (* 1946), britischer Astrophysiker und Wissenschaftsautor
- Gribble, Julian Royds (1897–1918), britischer Offizier
- Gribble, Matt (1962–2004), US-amerikanischer Schwimmer
- Gribble, Vivien (1888–1932), britische Holzschneiderin und Buchillustratorin
- Gribble, William C. Jr. (1917–1979), US-amerikanischer Offizier, Generalleutnant der US-Army
- Gribbohm, Günter (* 1932), deutscher Jurist, Richter am Bundesgerichtshof
- Gribbroek, Robert (1906–1971), US-amerikanischer Maler, Illustrator und Art Director

### Gribe
- Gribel, Franz (1850–1943), deutscher Reeder
- Gribel, Friedrich Wilhelm (1785–1846), deutscher Reeder und Kaufmann
- Gribel, Rudolf Christian († 1831), deutscher Kaufmann und Reeder

### Gribi
- Gribi, Fritz (1895–1961), Schweizer Lehrer und Bühnenautor
- Gribitz, Franz (1894–1969), österreichischer Bühnenschriftsteller, Journalist und Drehbuchautor

### Gribk
- Gribkow, Anatoli Iwanowitsch (1919–2008), sowjetischer Offizier, Stabschef des Warschauer Paktes (1976–1988)
- Gribkow, Wladimir Wassiljewitsch (1902–1960), sowjetischer Schauspieler, Synchronsprecher und Künstler
- Gribkowsky, Gerhard (* 1958), deutscher Bankmanager

### Gribl
- Gribl, Dorle, Kunsthistorikerin und Sachbuchautorin
- Gribl, Jörg (* 1941), deutscher Architekt und Landschaftsarchitekt
- Gribl, Kurt (* 1964), deutscher Jurist und Politiker (CSU)

### Gribn
- Gribner, Daniel (1645–1685), deutscher evangelischer Theologe
- Gribner, Michael Heinrich (1682–1734), deutscher Rechtswissenschaftler

### Gribo
- Gribojedow, Alexander Sergejewitsch (1795–1829), russischer Diplomat und DichterAlexander Sergejewitsch Gribojedow (1795–1829)

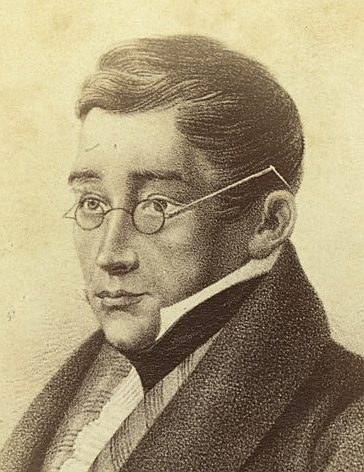
Alexander Sergejewitsch Gribojedow (1795–1829)

- Gribomont, Jean (1920–1986), belgischer katholischer Theologe
- Gribow, Alexei Nikolajewitsch (1902–1977), sowjetischer Schauspieler und Synchronsprecher
- Gribow, Wladimir Naumowitsch (1930–1997), russischer Physiker
- Gribowa, Ljubow Stepanowna (1933–1986), sowjetische Ethnologin und Ogurologin
- Gribowski, Wladislaw Konstantinowitsch (1899–1977), sowjetischer Pilot und Flugzeugkonstrukteur

### Gribu
- Gribulina, Irina Jewgenjewna (* 1953), sowjetische bzw. russische Komponistin, Dichterin und Sängerin
- Gribușencov, Mihail (* 1980), moldauischer Biathlet